# Batalla de Baideng
La batalla de Baideng (白登之戰) fue un conflicto militar entre  Han China y los Xiongnu en 200 a. C. La Dinastía Han de China invadió el territorio de los Xiongnu en el año 200 a. C. intentando subyugarlos. Sin embargo, los Xiongnu unieron sus fuerzas bajo en mando de Modu Shanyu y rodearon al emperador Han Gaozu en Baideng. El sitio solo se alivió después de siete días cuando la corte real de Han, bajo la sugerencia de Chen Ping, envió espías para sobornar a la esposa de Modu.
En una descripción alternativa, Grousset dice que los Xiongnu invadieron el Shanxi chino y sitiaron a Taiyuan. Gaozu rompió el sitio y persiguió al Xiongnu hacia el norte, pero fue bloqueado por ellos en la meseta Baideng cerca de Datong en el extremo norte de Shanxi.
Después de la derrota en Baideng, el emperador Han abandonó una solución militar a la amenaza Xiongnu por lo que, en 198 a. C., el cortesano Liu Jing (劉敬) fue enviado para negociaciar. El acuerdo de paz eventualmente alcanzado entre las partes incluía una princesa Han dada en matrimonio al chanyu mediante el llamado heqin 和 親 o «alianza matrimonial» además de tributo periódico de seda, licor y arroz al Xiongnu y con la condición de «estado igual entre los estados»; y la  Gran Muralla como frontera mutua. Este tratado estableció el patrón para las relaciones entre los Han y los Xiongnu durante unos sesenta años.